# أليكس باير
أليكس باير (بالإنجليزية: Alex Bayer)‏ هو لاعب كرة قدم أمريكية أمريكي، ولد في 8 نوفمبر 1990 في بيكيرينغتون في الولايات المتحدة.

## وصلات خارجية
- أليكس باير على موقع مرجع كرة القدم المحترفة.كوم (الإنجليزية)